# Zatypota capicola
Zatypota capicola är en stekelart som beskrevs av Pierre L. G. Benoit 1959. Zatypota capicola ingår i släktet Zatypota och familjen brokparasitsteklar. Inga underarter finns listade i Catalogue of Life.